# بوتوکو
بوتوکو شهری در شهرستان تیو در استان بولکیمده در بورکینافاسوی غربی مرکزی است جمعیت آن ۱۲۳۳ نفر است.